# Heinrich Alexander von Arnim

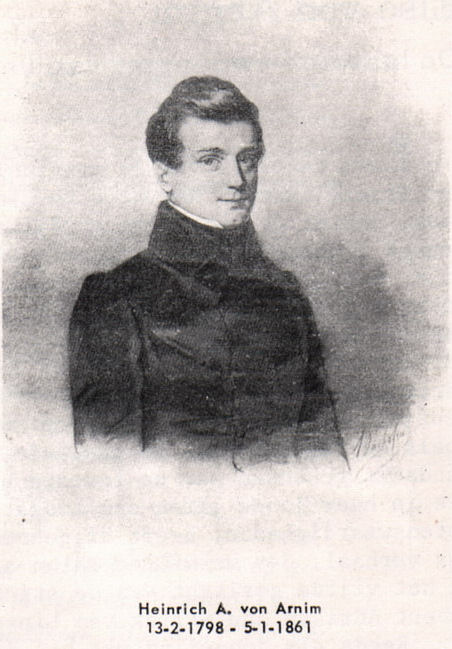
Heinrich Alexander von Arnim.

Heinrich Alexander (a partir de 1841 Freiherr) von Arnim(-Suckow) (13 de febrero de 1798 en Berlín - 5 de enero de 1861 en Düsseldorf) fue un estadista prusiano.
Arnim recibió su educación en el Pädagogium en Halle, después en 1814 se unió a la caballería del Landwehr del Uckermark y luchó con cinco de sus hermanos en la Guerra de la Sexta Coalición. Se unió al servicio civil prusiano en 1821, en un principio como agregado en la embajada en Suiza, después como secretario de delegación en Múnich, Copenhague y Nápoles y fue hecho chargé d'affaires en Darmstadt en 1829. Ahí, trabajó con éxito hacia la creación del Zollverein, después de lo cual fue hecho Consejero Experto (Vortragender Rat) en el Ministerio de Exteriores en 1834. Sin embargo, Federico Guillermo IV, con el que estaba en estrecho contacto, lo hizo enviado en Bruselas en 1840, y en París en 1846.
En estos puestos ganó mucho crédito mediante la defensa resolutiva de los intereses de comercio alemanes, concretamente mediante el acuerdo comercial belgo-prusiano de 1 de septiembre de 1844 y mediante la determinación con la que se enfrentaba a actitudes proteccionistas domininantes, pública y oficialmente también mediante su trabajo Mein handelspolitisches Testament (traducido: Mi Legado en Política Comercial) (Berlín 1844).
Tras el fin de la Monarquía de Julio (febrero de 1848), se apresuró a Berlín y el 17 de marzo entregó al rey un memorándum, en el que abogaba por reformas liberales y la consecución de una política nacional alemana. Estuvo detrás de la trascendental declaración del rey de apoyo a la causa alemana (21 de marzo). El mismo día asumió el puesto como Ministro de Exteriores de Prusia en el gobierno liderado primero por Adolf Heinrich von Arnim-Boitzenburg, y después por Gottfried Ludolf Camphausen; no obstante, este gobierno dimitió el 20 de junio.
Arnim después vivió durante un tiempo como ciudadano privado en Neuwied y se esforzó por trabajar hacia una moderada solución de la cuestión alemana, mediante varios panfletos (Frankfurt und Berlin, Frankfurt 1848; Über die Mediatisationsfrage, Frankfurt 1849). Fue miembro de la primera cámara del Parlamento Prusiano entre 1849 y 1851, y apoyó el partido Constitucional Alemán. Se opuso vigorosamente a la política interior así como a la débil política exterior de los ahora victoriosos reaccionarios de la forma más dinámica posible. Mayor que la impresión por sus discursos y peticiones fue la publicación de varios discursos "no pronunciados" (Zur Politik der Epigonen in Preußen, Berlín 1850; Zur Politik der Konterrevolution in Preußen, Berlín 1851). Debido a este último panfleto Arnim fue demandado ante un tribunal a instancias del partido feudal, y a pesar de la defensa estelar que después publicó, fue declarado culpable y sentenciado a pagar una multa. Después de esto se mantuvo fuera del escenario político, hasta la caída del gobierno de Otto von Manteuffel en 1858 en que fue elegido por un distrito de Berlín para el Landtag. Su enfermedad sin embargo le impidió dedicarse con total energía a la nueva era de la vida pública prusiana que estaba comenzando. Murió el 5 de enero de 1861 en Düsseldorf. Un cuerpo de conocimiento, sabiduría y franqueza le aseguraron una significativa reputación personal desde el principio.
- Datos: Q214083
- Multimedia: Heinrich Alexander von Arnim / Q214083